# Kozuback Kamilla
Kozuback Kamilla Emma (Calgary, 2004. május 5. –) kanadai-magyar hódeszkás, olimpikon. Az első magyar snowboardos a téli olimpiai játékok történetében.

## Élete
Édesanyja magyar, édesapja kanadai származású. Kettős állampolgár. Gyerekkorában kipróbálta a műugrást, az ír néptáncot, a tornát és a gyorskorcsolyát is, továbbá öt évig versenyszerűen úszott és atletizált. Négyévesen kezdett síelni, kilenc éves kora óta snowboardozik, 2015-től versenyszerűen. Eleinte kanadai és amerikai versenyeken vett részt, 2019-ben a kanadai téli ifjúsági játékokon félcsőben aranyérmet, slopestyle-ban bronzérmet szerzett.
A 2020-as téli ifjúsági olimpiai játékokon big airben a 8., félcsőben a 9., slopestyle-ban pedig a 14. helyen végzett. Saját kérelmére magyar színekben kezdte felnőtt versenysportolói pályafutását. 2021-ben kezdte meg olimpiai kvalifikációs versenyeit, és 2022 januárjában a világkupa-sorozat svájci állomásán, Laaxban elért pontokkal félcsőben névre szóló kvótát szerzett a Pekingben rendezett 2022. évi téli olimpiai játékokra. Az olimpia alatt, visszalépések miatt, slopstyle-ban is indulási jogot kapott. A slopstyle-ban 28, a halfpipe-ban 19. lett a selejtezőben, ahonnan nem jutott tovább a döntőbe. A big air versenyszámban tartalékként vették számításba, majd a verseny előtti napon bejelentették, hogy indulhat a selejtezőben, ahol a 17. helyen végzett.
A finnországi Vuokattiban rendezett XV. Téli Európai Ifjúsági Olimpiai Fesztiválon aranyérmet szerzett a big air versenyszámban.